# Tour de France 2017 – 4. etapa
Čtvrtá etapa Tour de France 2017 se jela v úterý 4. července z lucemburského Mondorf-Les-Bains do francouzského Vittelu. Měřila 207,5 km. V etapě byla 1 horská prémie 4. kategorie. Ve spurtu zvítězil Francouz Arnaud Démare.

## Trasa etapy
Etapa odstartovala v lucemburském městě Mondorf-les-Bains. Po 9 kilometrech opustili cyklisté území Lucemburska a vjeli na území Francie. Přes departementy Moselle, Meurthe-et-Moselle a Vosges v regionu Grand Est vedla etapa jižním směrem až do cílového města Vittel.

### Města a obce na trase etapy
Lucembursko: Mondorf-les-Bains – Schengen
Moselle: Contz-les-Bains – Haute-Kontz – Berg-sur-Moselle – Gavisse – Malling – Kœnigsmacker – Basse-Ham – Yutz – Thionville – Illange – Bertrange – Guénange – Bousse – Ay-sur-Moselle – Ennery – Hauconcourt – Maizières-lès-Metz – Marange-Silvange – Bronvaux – Saint-Privat-la-Montagne – Amanvillers – Châtel-Saint-Germain – Rozérieulles – Moulins-lès-Metz – Vaux – Ars-sur-Moselle – Ancy-sur-Moselle – Dornot – Novéant-sur-Moselle
Meurthe-et-Moselle: Arnaville – Pagny-sur-Moselle – Vandières – Norroy-lès-Pont-à-Mousson – Pont-à-Mousson – Maidières – Blénod-lès-Pont-à-Mousson – Dieulouard – Rosières-en-Haye – Jaillon – Francheville – Toul – Bicqueley – Thuilley-aux-Groseilles – Crépey – Goviller – Lalœuf – Vandeléville – Tramont-Lassus
Vosges: Vicherey – Pleuvezain – Rainville – Dommartin-sur-Vraine – Saint-Paul – Morelmaison – Gironcourt-sur-Vraine – Houécourt – Dombrot-sur-Vair – Belmont-sur-Vair – Saint-Remimont – Norroy – Vittel

## Kontroverze
Konec etapy zasáhl kontroverzní moment. Při závěrečném spurtu do bariéry najel Brit Mark Cavendish. Za viníka pádu byl označen Peter Sagan, protože z pohledu kamer vystrčil loket proti jedoucímu Cavendishovi a tím ho srazil. Sagan dojel na 2. místě, po dojezdu mu ale jury udělila penalizaci 30 sekund a 80 bodů do souboje o zelený trikot. Po jednání jury byl nakonec Sagan z Tour diskvalifikován. Spekuluje se, že Cavendish začal padat ještě před zásahu loktem Sagana, což by znamenalo zbytečné vyloučení mistra světa. Další verzí je ta, že Sagan vytrčil loket, protože se o něj zachytila řídítka Cavendishova kola. Saganova stáj Bora po závodě podala protest, ten byl však zamítnut. Incident zaznamenal velké množství ohlasů mezi ostatními jezdci, bývalými legendami, osobnostmi cyklistiky, fanoušky i médii.

## Prémie
157,5. km  – Goviller
- 1. Guillaume van Keirsbulck – 20
- 2. Arnaud Démare – 17
- 3. Peter Sagan – 15
- 4. André Greipel – 13
- 5. Marcel Kittel – 11
- 6. Michael Matthews – 10
- 7. Ben Swift – 9
- 8. Maciej Bodnar – 8
- 9. Mark Cavendish – 7
- 10. Sonny Colbrelli – 6
- 11. Rüdiger Selig – 5
- 12. Jack Bauer – 4
- 13. Thomas De Gendt – 3
- 14. Matteo Trentin – 2
- 15. Ramon Sinkeldam – 1

170,5. km  – Col des Trois Fontaines (4)
- 1. Guillaume van Keirsbulck – 1

## Pořadí

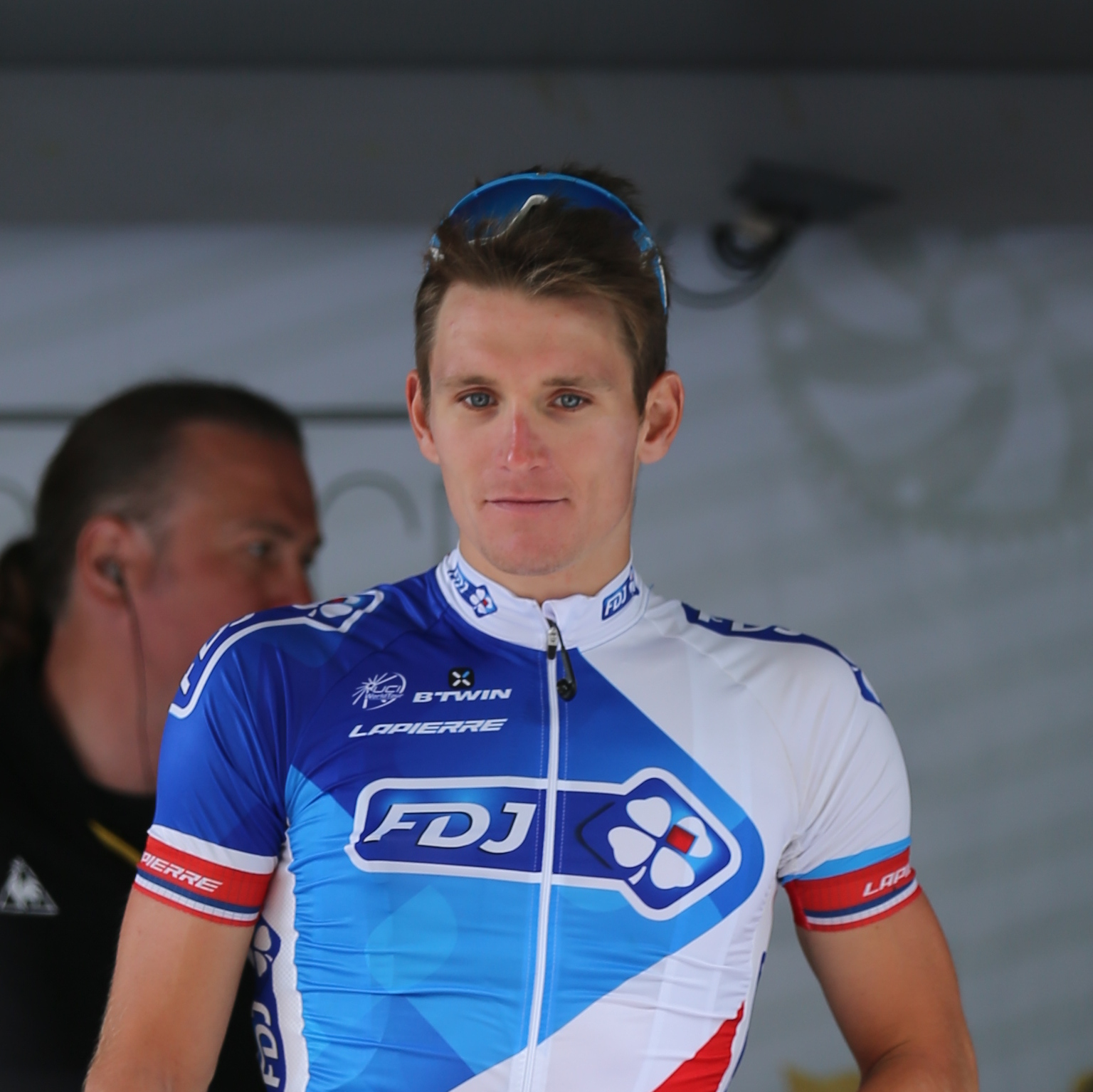
Arnaud Démare, vítěz etapy

| #    | Jméno              | Nár.      | Stáj              | Čas         |
| ---- | ------------------ | --------- | ----------------- | ----------- |
| 1.   | Arnaud Démare      | Francie   | FDJ               | 04h 53' 54" |
| –    | Peter Sagan        | Slovensko | Bora              | + 0' 00"    |
| 2.   | Alexander Kristoff | Norsko    | Kaťuša            | + 0' 00"    |
| 3.   | André Greipel      | Německo   | Lotto Soudal      | + 0' 00"    |
| 4.   | Nacer Bouhanni     | Francie   | Cofidis           | + 0' 00"    |
| 5.   | Adrien Petit       | Francie   | Direct Energie    | + 0' 00"    |
| 6.   | Jurgen Roelandts   | Belgie    | Lotto Soudal      | + 0' 00"    |
| 7.   | Michael Matthews   | Austrálie | Sunweb            | + 0' 00"    |
| 8.   | Manuele Mori       | Itálie    | UAE               | + 0' 00"    |
| 9.   | Tiesj Benoot       | Belgie    | Lotto Soudal      | + 0' 00"    |
| 10.  | Zdeněk Štybar      | Česko     | Quick-Step Floors | + 0' 00"    |
|      |                    |           |                   |             |
| 46.  | Roman Kreuziger    | Česko     | Orica-Scott       | + 0' 00"    |
| 118. | Ondřej Cink        | Česko     | Bahrain Merida    | + 0' 00"    |

### Nedokončili
| #   | Jméno       | Nár.      | Stáj             | Důvod          |
| --- | ----------- | --------- | ---------------- | -------------- |
| 111 | Peter Sagan | Slovensko | Bora - Hansgrohe | Diskvalifikace |

## Trikoty

### Celkové pořadí

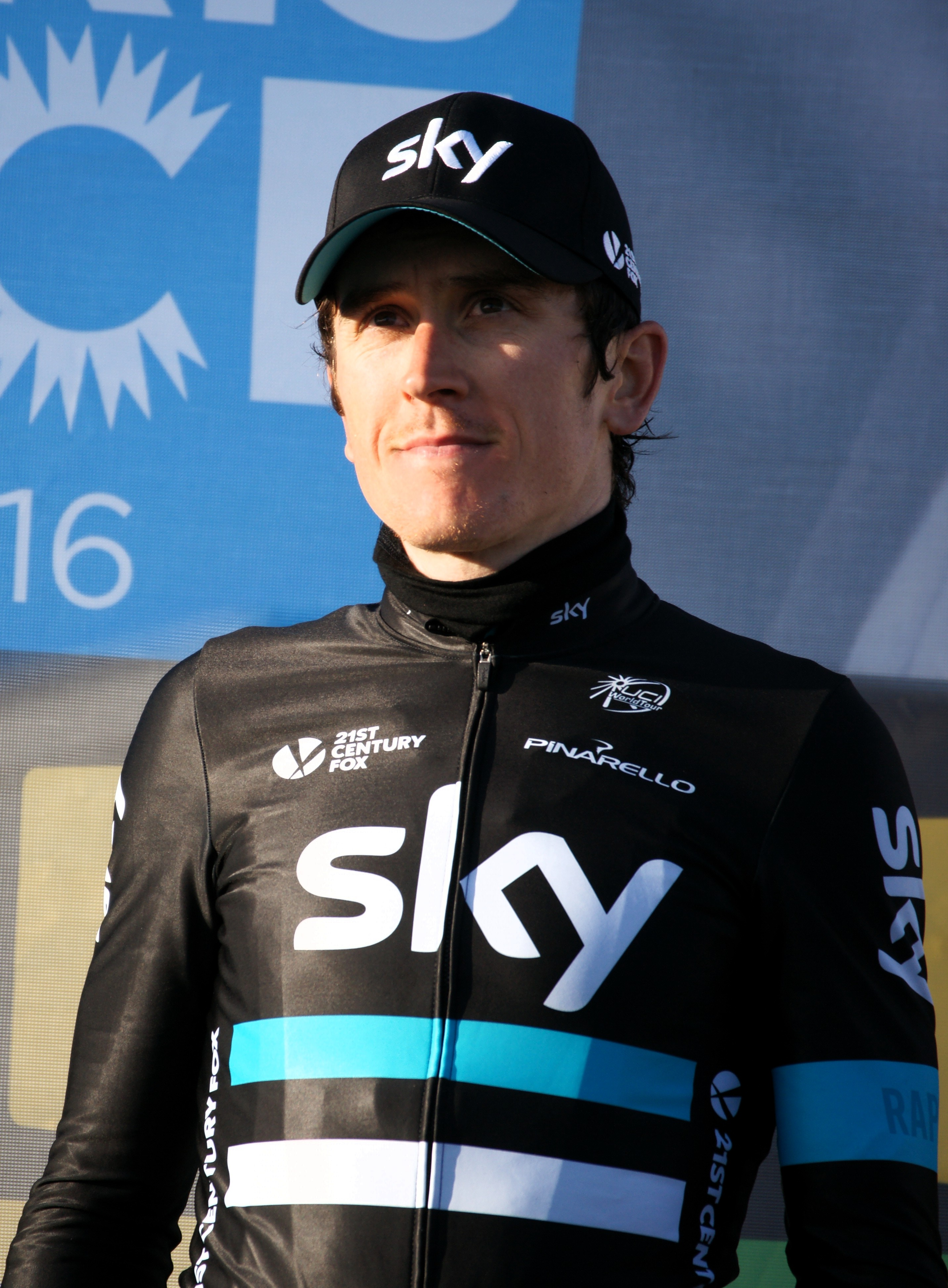
Geraint Thomas, lídr závodu

| #   | Jméno                | Nár.               | Stáj              | Čas         |
| --- | -------------------- | ------------------ | ----------------- | ----------- |
| 1.  | Geraint Thomas       | Spojené království | Sky               | 14h 54' 25" |
| 2.  | Chris Froome         | Spojené království | Sky               | + 0' 12"    |
| 3.  | Michael Matthews     | Austrálie          | Sunweb            | + 0' 12"    |
| 4.  | Edvald Boasson Hagen | Norsko             | Dimension Data    | + 0' 16"    |
| 5.  | Pierre-Roger Latour  | Francie            | AG2R              | + 0' 25"    |
| 6.  | Philippe Gilbert     | Belgie             | Quick-Step Floors | + 0' 30"    |
| 7.  | Michał Kwiatkowski   | Polsko             | Sky               | + 0' 32"    |
| 8.  | Tim Wellens          | Belgie             | Lotto Soudal      | + 0' 32"    |
| 9.  | Arnaud Démare        | Francie            | FDJ               | + 0' 33"    |
| 10. | Nikias Arndt         | Německo            | Sunweb            | + 0' 34"    |
|     |                      |                    |                   |             |
| 29. | Roman Kreuziger      | Česko              | Orica-Scott       | + 0' 56"    |
| 33. | Zdeněk Štybar        | Česko              | Ouick-Step Floors | + 1' 05"    |
| 93. | Ondřej Cink          | Česko              | Bahrain Merida    | + 3' 00"    |

### Bodovací závod

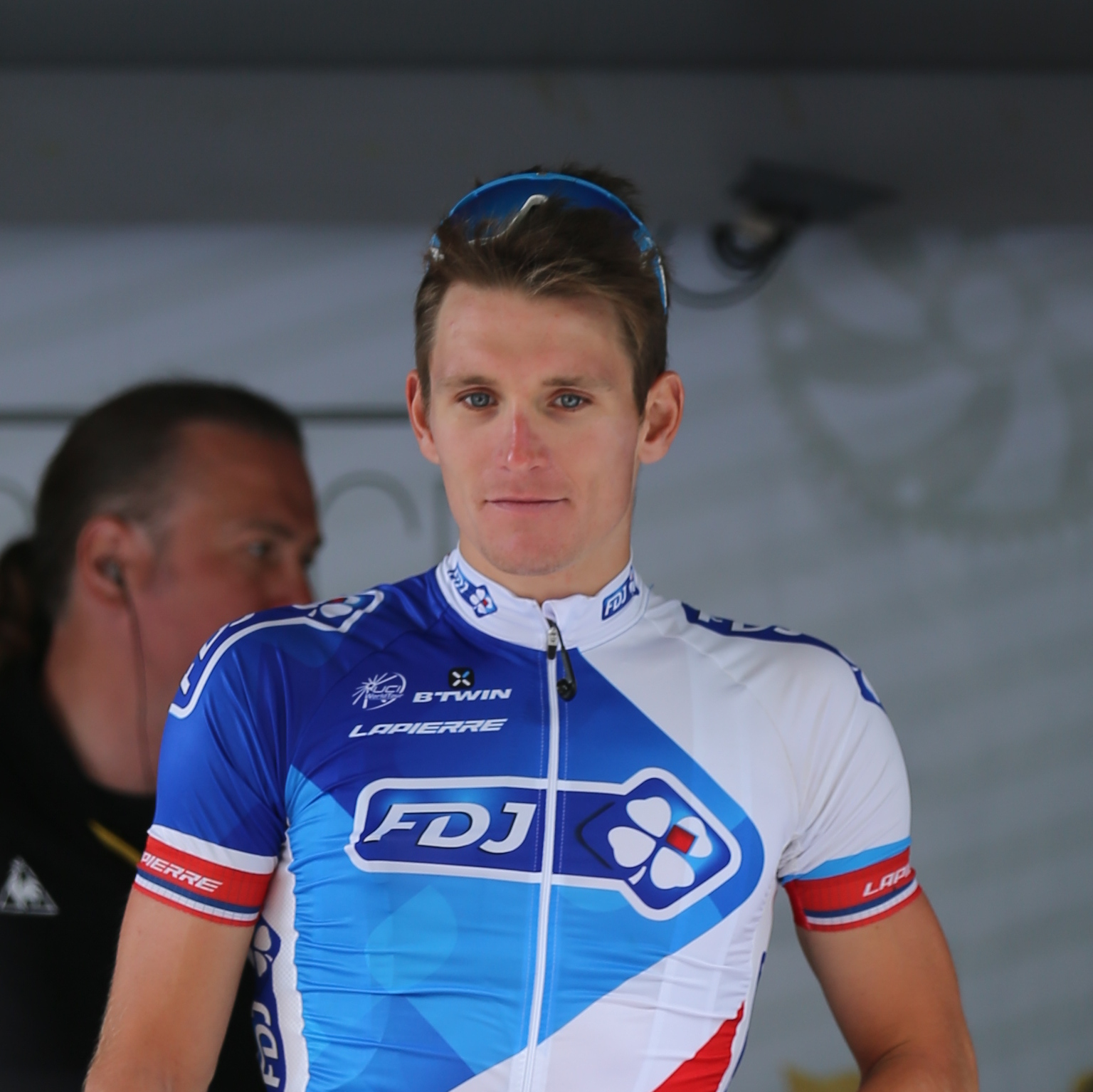
Arnaud Démare, lídr bodovacího závodu

| #   | Jméno              | Nár.               | Stáj              | Body |
| --- | ------------------ | ------------------ | ----------------- | ---- |
| 1.  | Arnaud Démare      | Francie            | FDJ               | 124  |
| 2.  | Marcel Kittel      | Německo            | Quick-Step Floors | 81   |
| 3.  | Michael Matthews   | Austrálie          | Sunweb            | 66   |
| 4.  | André Greipel      | Německo            | Lotto Soudal      | 63   |
| 5.  | Alexander Kristoff | Norsko             | Kaťuša            | 43   |
| 6.  | Sonny Colbrelli    | Itálie             | Bahrain Merida    | 38   |
| 7.  | Mark Cavendish     | Spojené království | Dimension Data    | 38   |
| 8.  | Geraint Thomas     | Spojené království | Sky               | 31   |
| 9.  | Ben Swift          | Spojené království | UAE               | 31   |
| 10. | Nacer Bouhanni     | Francie            | Cofidis           | 28   |
|     |                    |                    |                   |      |
| 42. | Zdeněk Štybar      | Česko              | Ouick-Step Floors | 7    |
|     |                    |                    |                   |      |
| —   | Roman Kreuziger    | Česko              | Orica-Scott       | 0    |
| —   | Ondřej Cink        | Česko              | Bahrain Merida    | 0    |

### Vrchařský závod

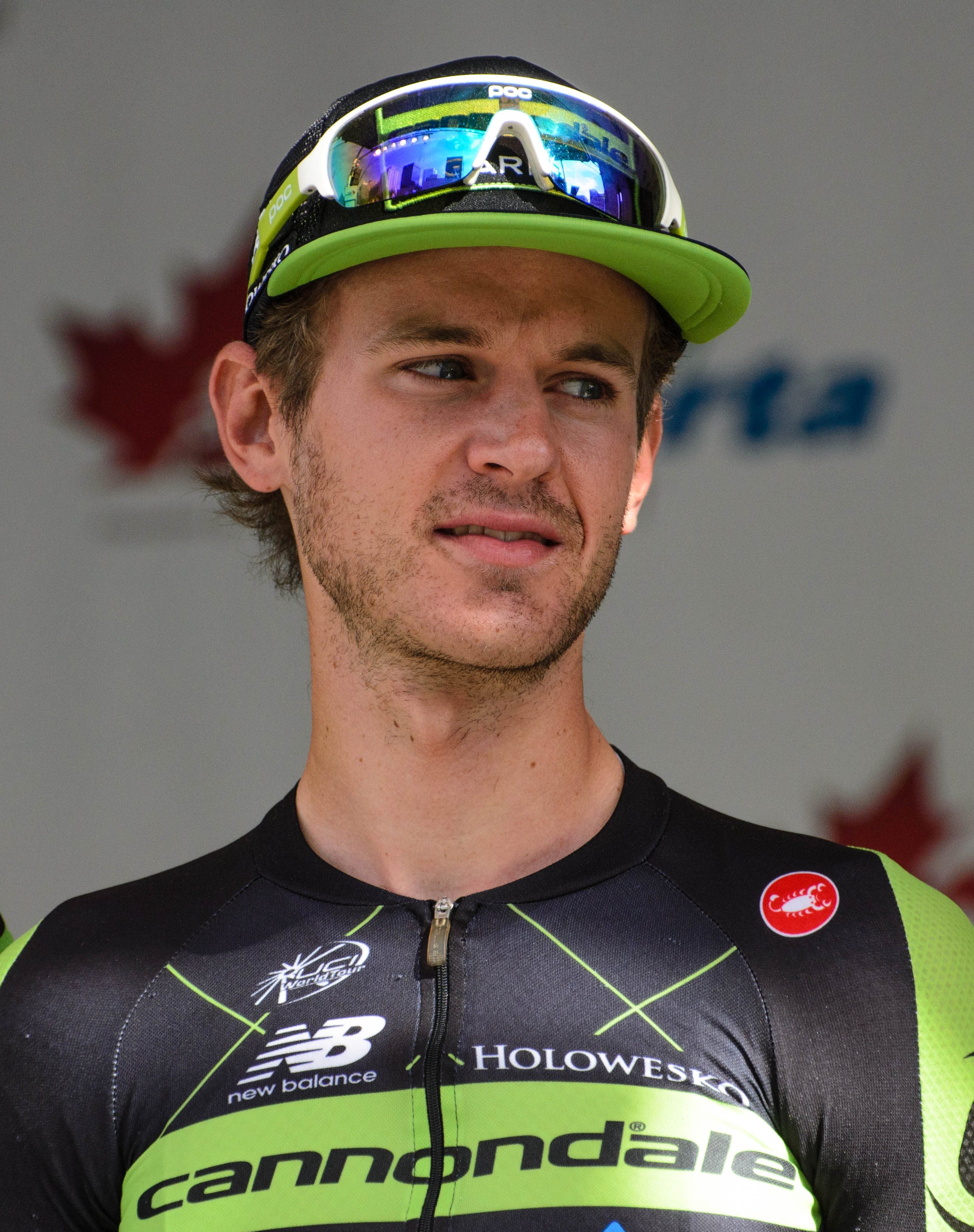
Nathan Brown, nejlepší vrchař

| #  | Jméno                    | Nár.      | Stáj              | Body |
| -- | ------------------------ | --------- | ----------------- | ---- |
| 1. | Nathan Brown             | USA       | Cannondale        | 3    |
| 2. | Taylor Phinney           | USA       | Cannondale        | 2    |
| 3. | Nils Politt              | Německo   | Kaťuša            | 2    |
| 4. | Lilian Calmejane         | Francie   | Direct Energie    | 1    |
| 5. | Guillaume van Keirsbulck | Belgie    | Wanty             | 2    |
| 6. | Michael Matthews         | Austrálie | Sunweb            | 1    |
|    |                          |           |                   |      |
| —  | Zdeněk Štybar            | Česko     | Ouick-Step Floors | 0    |
| —  | Roman Kreuziger          | Česko     | Orica-Scott       | 0    |
| —  | Ondřej Cink              | Česko     | Bahrain Merida    | 0    |

### Nejlepší mladý jezdec

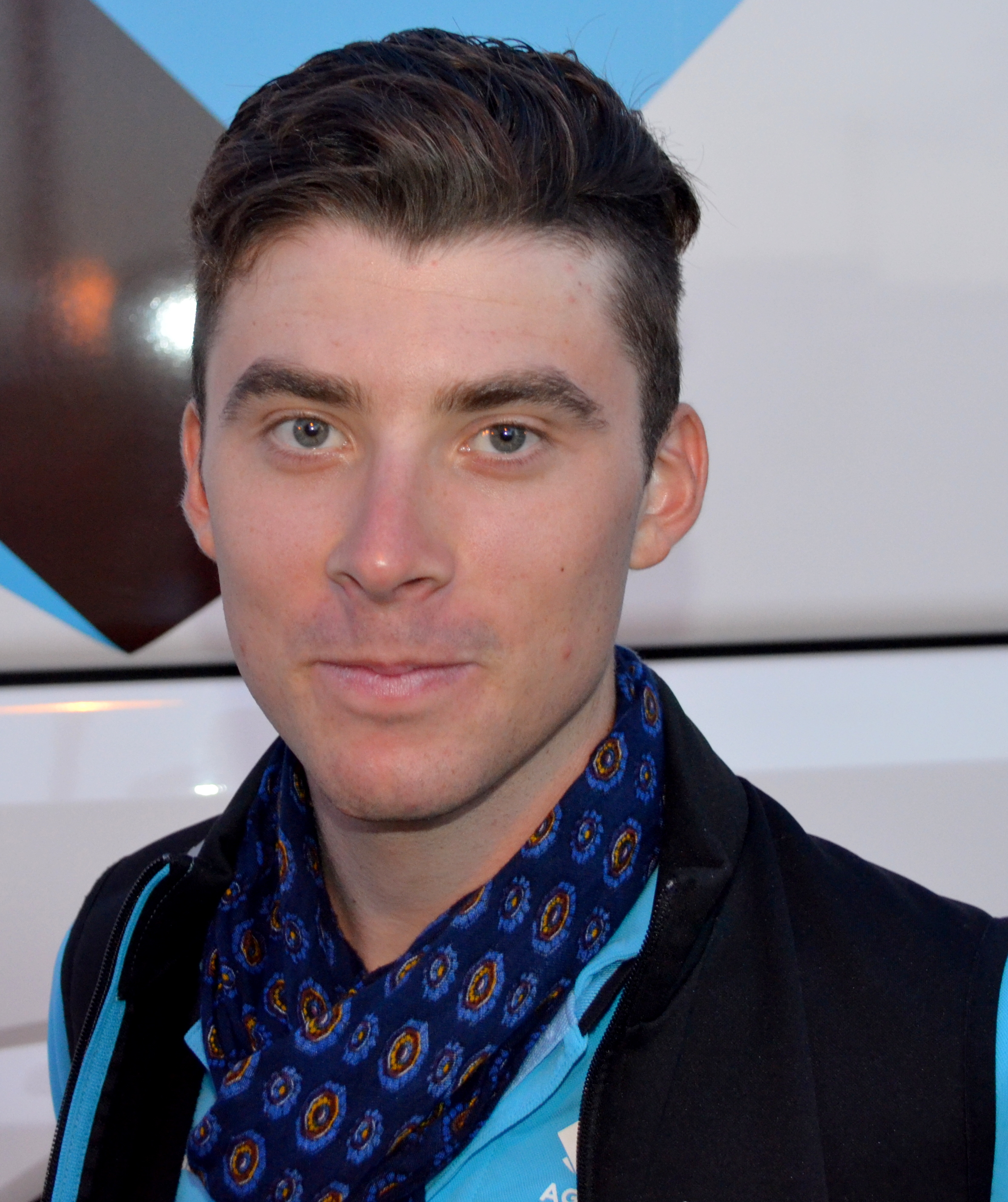
Pierre-Roger Latour, nejlepší mladý jezdec

| #   | Jméno                    | Nár.               | Stáj           | Čas         |
| --- | ------------------------ | ------------------ | -------------- | ----------- |
| 1.  | Pierre-Roger Latour      | Francie            | AG2R           | 14h 54' 50" |
| 2.  | Alexej Lucenko           | Kazachstán         | Astana         | + 0' 12"    |
| 3.  | Stefan Küng              | Švýcarsko          | BMC            | + 0' 13"    |
| 4.  | Emanuel Buchmann         | Německo            | Bora-Hansgrohe | + 0' 15"    |
| 5.  | Simon Yates              | Spojené království | Orica-Scott    | + 0' 20"    |
| 6.  | Alberto Bettiol          | Itálie             | Cannondale     | + 0' 27"    |
| 7.  | Louis Meintjes           | Jižní Afrika       | UAE            | + 0' 47"    |
| 8.  | Tiesj Benoot             | Belgie             | Lotto Soudal   | + 0' 50"    |
| 9.  | Guillaume Martin         | Francie            | Wanty          | + 1' 17"    |
| 10. | Michael Valgren Andersen | Dánsko             | Astana         | + 1' 33"    |

### Nejlepší tým
| #   | Stáj              | Čas         | Česko     |
| --- | ----------------- | ----------- | --------- |
| 1.  | Team Sky          | 44h 43' 34" |           |
| 2.  | Quick-Step Floors | + 1' 01"    | Štybar    |
| 3.  | Movistar Team     | + 1' 16"    |           |
|     |                   |             |           |
| 7.  | Orica-Scott       | + 1' 27"    | Kreuziger |
| 22. | Bahrain Merida    | + 5' 37"    | Cink      |

### Bojovník etapy

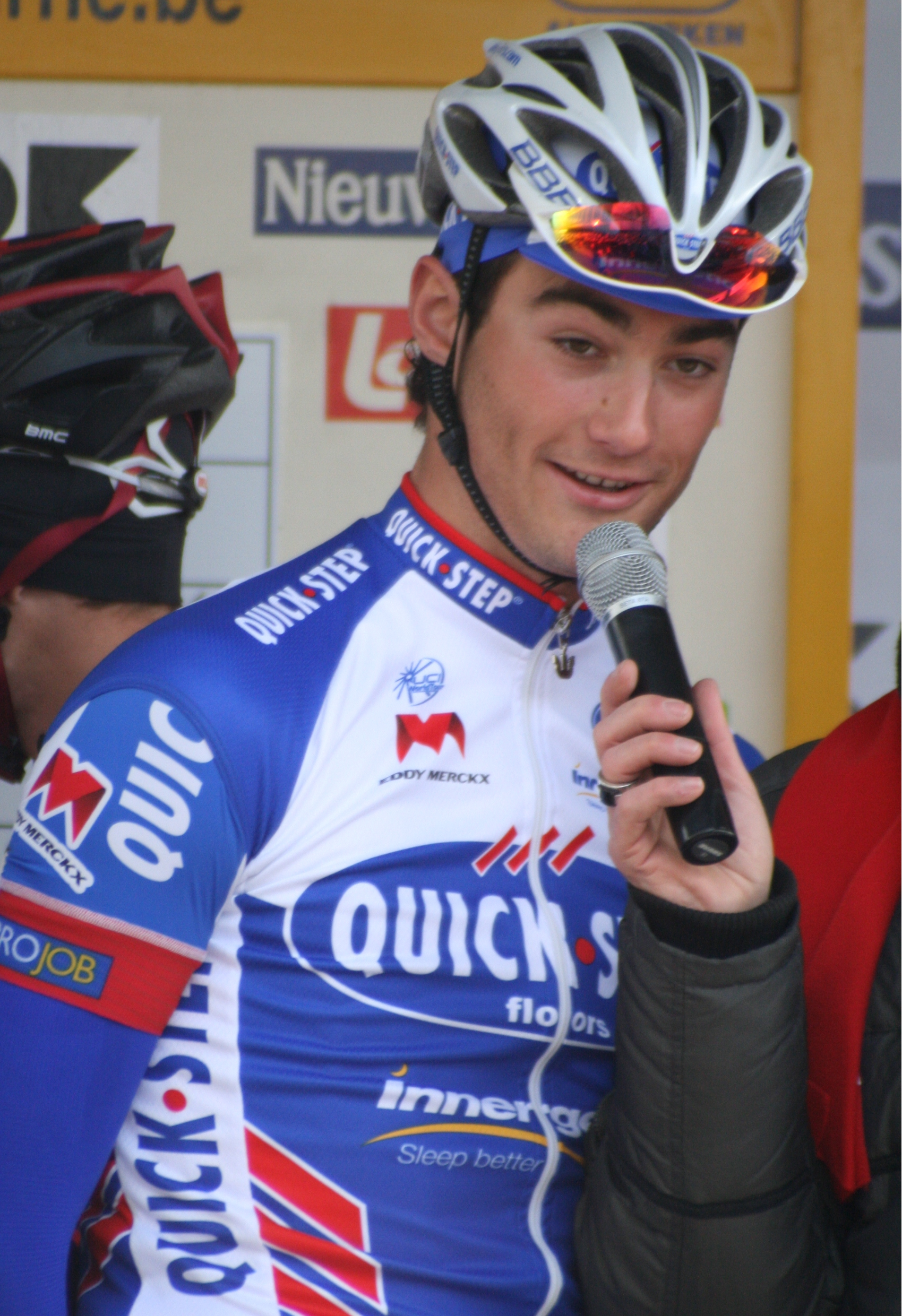
Guillaume van Keirsbulck, bojovník etapy

| Jméno                    | Nár.   | Stáj                  |
| ------------------------ | ------ | --------------------- |
| Guillaume van Keirsbulck | Belgie | Wanty - Groupe Gobert |